# 34
Évszázadok: i. e. 1. század – 1. század – 2. század
Évtizedek: i. e. 10-es évek – i. e. 1-es évek – 1-es évek – 10-es évek – 20-as évek – 30-as évek – 40-es évek – 50-es évek – 60-as évek – 70-es évek – 80-as évek
Évek: 29 – 30 – 31 – 32 –  33 – 34 – 35 – 36 – 37 – 38 – 39

## Események

### Római Birodalom
- Paullus Fabius Persicust (helyettese júliustól Quintus Marcius Barea Soranus) és Lucius Vitelliust (helyettese Titus Rustius Nummius Gallus) választják consulnak.
- Folytatódnak a politikai leszámolások és koncepciós perek. Pomponius Labeo volt moesiai kormányzó és Mamercus Aemilius Scaurus költő (őt egyik költeménye miatt felségsértéssel vádolták) öngyilkos lesz, hogy elkerüljék a halálos ítéletet.
- Caligula (Tiberius császár unokája) felesége, Iunia Claudilla belehal a szülésbe. Caligula viszonyt kezd a praetoriánus gárda parancsnokának, Naevius Sutorius Macrónak feleségével, Ennia Thrasyllával, amit a férj elnéz, hogy elnyerje a trónörökös bizalmát.
- Meghal III. Artaxiasz örmény király. Gyermeke nincs, így az utódlás miatt kiújul a római-pártus vetélkedés Örményországért.
- Tacitus szerint Egyiptomban főnixmadarat látnak.

## Születések
- December 4. – Aulus Persius Flaccus, római költő
- Csang Tao-ling, kínai taoista filozófus

## Halálozások
- III. Artaxiasz, örmény király
- Mamercus Aemilius Scaurus, római politikus, költő
- Heródes Philipposz, zsidó tetrarkhész